# Uprawnienie do gry
Ten artykuł opisuje zagadnienie koszykarskie zgodne z normami FIBA.
Zasady w ligach NBA, NCAA lub innych mogą różnić się od tutaj przedstawionych.

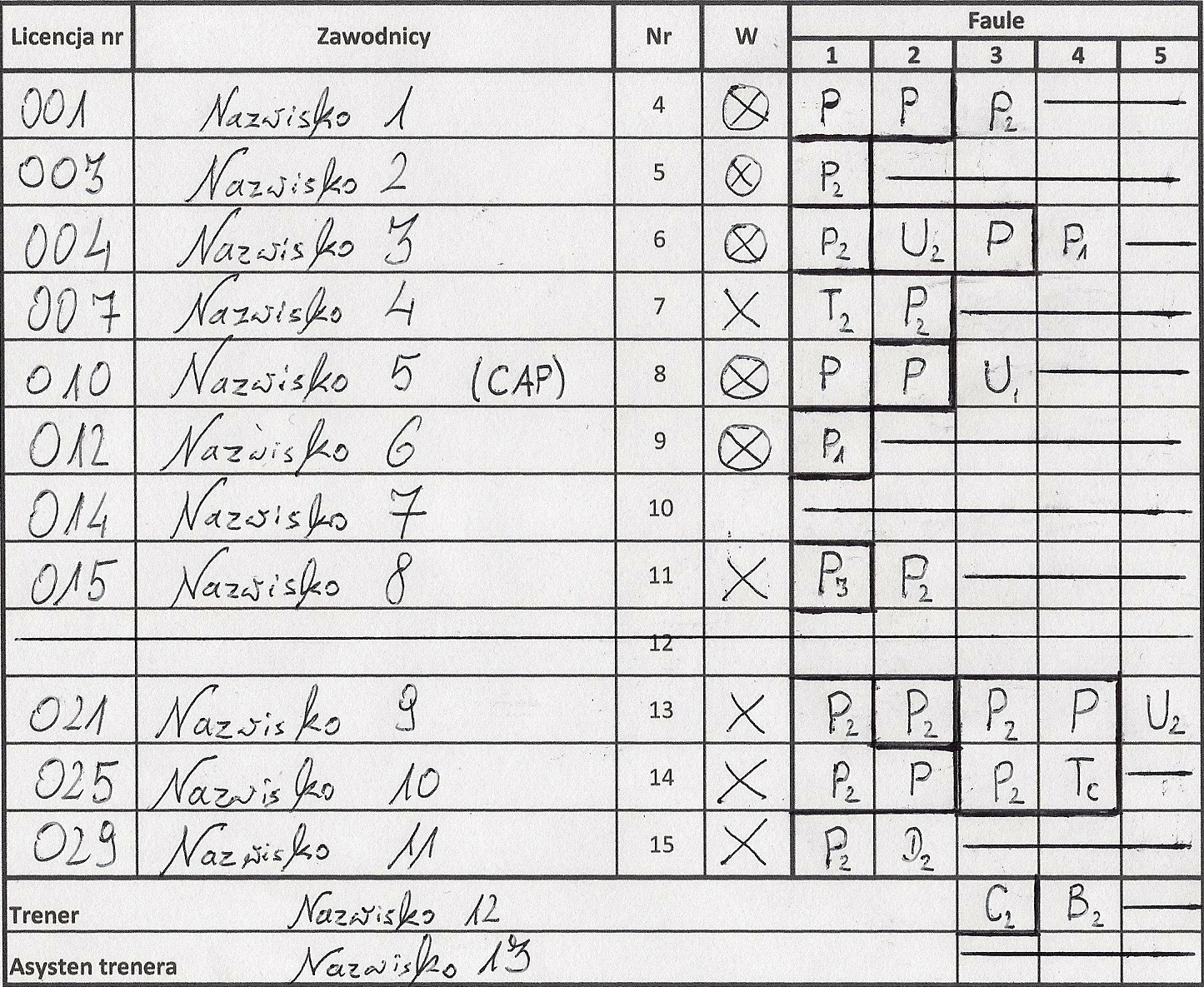
Przykładowi członkowie drużyny uprawnieni do gry wpisani do protokołu.

Członek drużyny koszykarskiej jest uprawniony do gry, gdy jego nazwisko jest wpisane do protokołu przed rozpoczęciem meczu. 
Członek drużyny przestaje być uprawniony do gry, gdy zostaje zdyskwalifikowany lub popełnia piąty faul.
Każda osoba uprawniona do gry ma uprawnienia do gry, ale nie każda osoba, która ma uprawnienia do gry jest uprawniona do gry.